# Gauernitzer Elbinsel

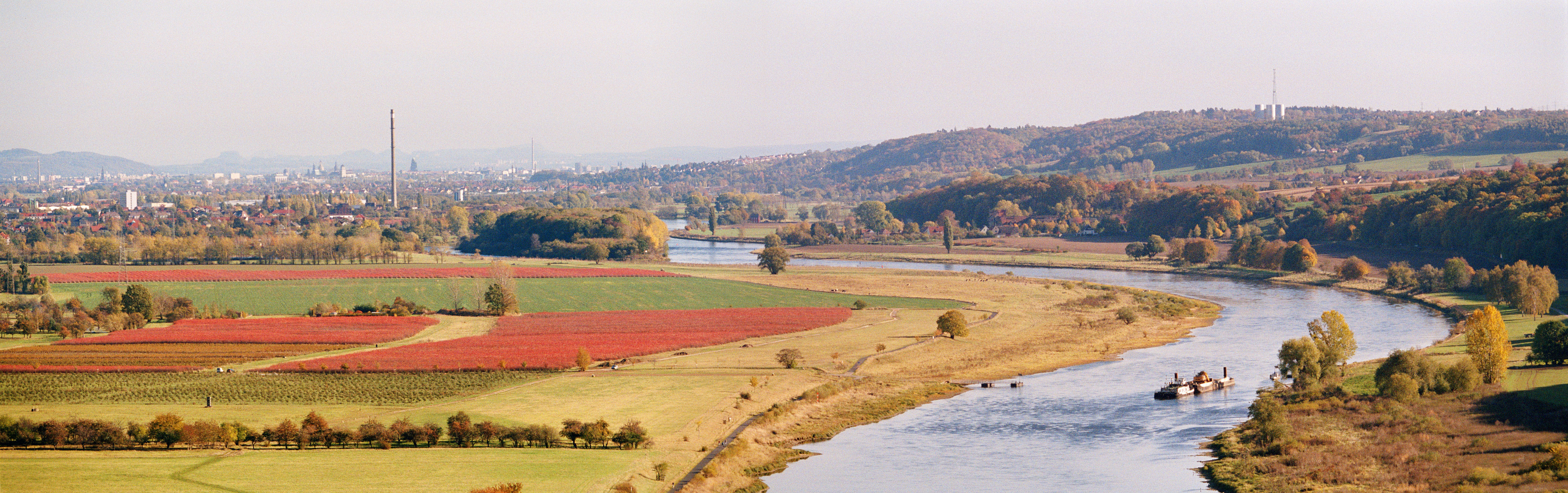
Blick von der Bosel im Spaargebirge bei Sörnewitz in Richtung Dresden und Sächsische Schweiz – links der Bildmitte die von hohen Bäumen bewachsene Gauernitzer Elbinsel

Die Gauernitzer Elbinsel (historisch Gauernitzer Heeger oder Gauernitzer Heger) ist eine unbewohnte Flussinsel in der Elbe und gehört zum Ortsteil Gauernitz der Gemeinde Klipphausen im Landkreis Meißen. Neben der rund 30 Stromkilometer elbaufwärts im Südosten Dresdens gelegenen Pillnitzer Elbinsel, mit der sie seit 2006 das gemeinsame Naturschutzgebiet Elbinseln Pillnitz und Gauernitz bildet, ist die Gauernitzer eine von zwei verbliebenen Elbinseln in Sachsen.
Ein Damm verbindet die Insel mit dem rechtselbischen Ufer bei Coswig-Kötitz. Um 1800 in einen Landschaftspark einbezogen, darf sie heute nicht mehr betreten werden und ist Lebensraum seltener Pflanzen- und Tierarten. Eigentümer der Insel ist der Landesverein Sächsischer Heimatschutz.

## Geographie

### Lage
Die längliche Gauernitzer Elbinsel erstreckt sich zwischen den Stromkilometern 73 und 74 im nordwestlichen Teil des Dresdner Elbtalkessels und ist das einzige zur Gemeinde Klipphausen gehörende Gebiet rechts des Hauptstroms der Elbe. Auf der nordöstlichen, rechten Seite der Insel befindet sich ein schmaler Altarm der Elbe, der an seinem oberen Ende durch einen Leitdamm vom Hauptstrom abgetrennt wird.
Im Gegensatz zu der ihr sehr ähnlichen Pillnitzer Elbinsel, mit der die Gauernitzer Insel ein gemeinsames, rund 23,5 Hektar großes Naturschutzgebiet bildet, steht hier nicht nur die Insel unter Naturschutz, sondern auch das obere Viertel des Altarms mit seiner Verlandungszone unmittelbar unterhalb des Damms – insgesamt etwa 13 Hektar. Beide Inseln gehören zum Fauna-Flora-Habitat-Gebiet Elbtal zwischen Schöna und Mühlberg sowie zum gleichnamigen Vogelschutzgebiet. Die Gauernitzer Elbinsel ist zudem Teil des 2007 festgesetzten Landschaftsschutzgebietes Elbtal zwischen Dresden und Meißen mit linkselbischen Tälern und Spaargebirge. Im Flussabschnitt an der Insel trifft linksseitig mit dem Eichhörnchengrund eines der linkselbischen Täler auf das Elbtal.

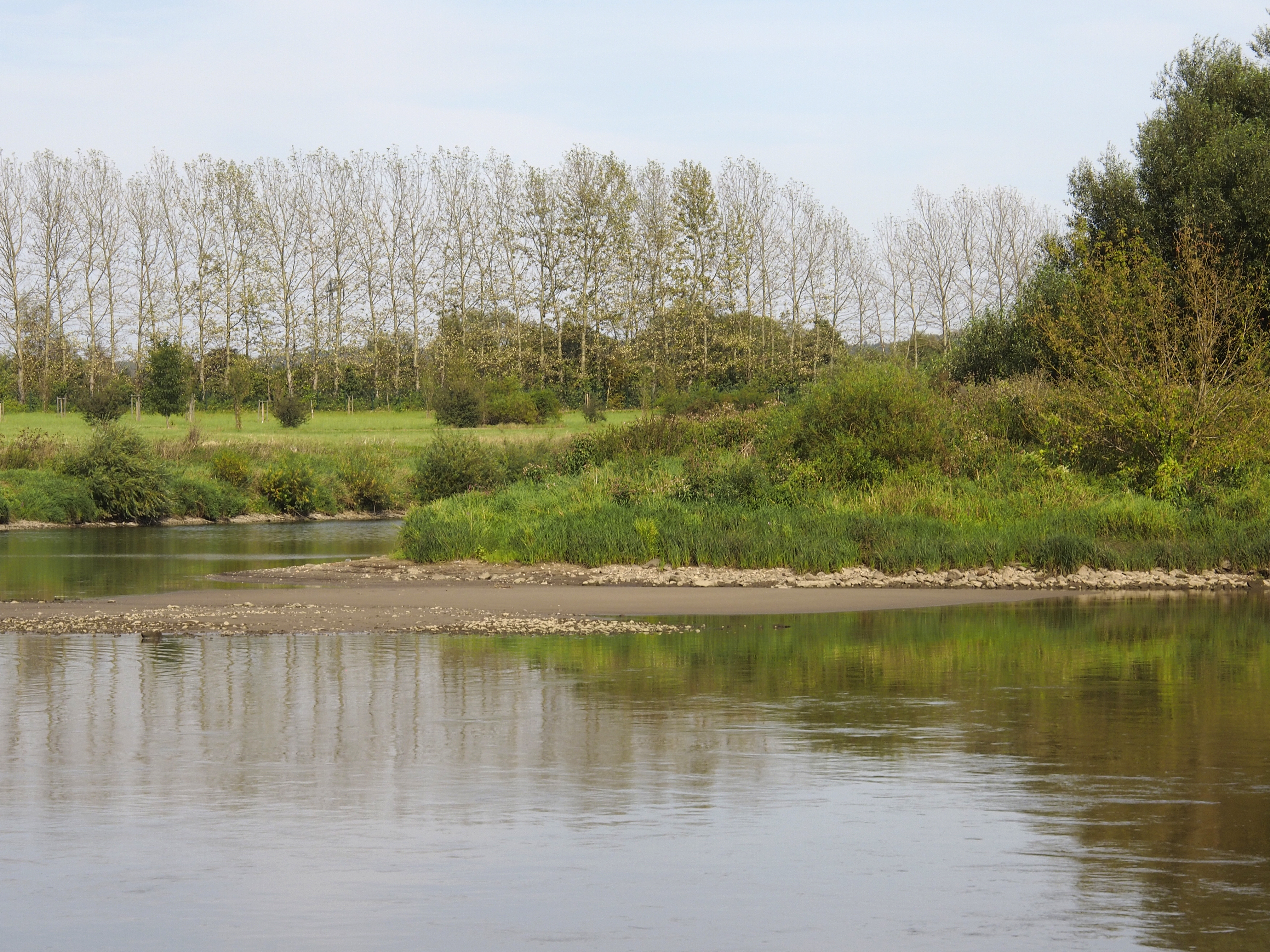
Unteres, nordwestliches Ende der Gauernitzer Elbinsel

Bei Mittelwasser liegt die Uferlinie etwa 100 m ü. NN und die Insel ragt nur rund vier Meter über Elbniveau. Der Damm macht sie zeitweise zur Halbinsel und wird erst vollständig überströmt, wenn der Wasserstand am Dresdner Pegel zwei Meter übersteigt. Zur kompletten Überflutung der Insel – elbtypisch ist insbesondere das Frühjahrshochwasser – kommt es nur selten.
Die Insel liegt in der Gemarkung Gauernitz und zählt damit zum gleichnamigen Ortsteil sowie zur Ortschaft Gauernitz innerhalb der zwischen Dresden und Meißen gelegenen Gemeinde Klipphausen. Das rechte Ufer des Altarms gehört zur Gemarkung Kötitz in der Stadt Coswig. Der Elbradweg beim alten Kötitzer Dorfkern führt in 50 Metern Entfernung, getrennt durch den Altarm, an der Insel vorbei. Am Altarm liegt auch das Bootshaus des 1957 gegründeten Coswiger Kanu-Vereins, eine DKV-Kanustation. Wegen des Naturschutzgebiets bestehen für die Wassersportler allerdings Nutzungseinschränkungen im oberen Teil des Altarms.

### Naturräumliche Einordnung
Die Insel gehört dem Naturraum Gauernitz-Meißener Elbaue an, der den etwa zehn Kilometer langen Abschnitt der Flussaue zwischen Wildberg und Meißen umfasst. Nördlich und nordöstlich breiten sich die Ebenen der Brockwitz-Meißener Niederterrasse und der Radebeul-Coswiger Niederterrasse aus. Im Nordwesten markiert das Felsmassiv des Spaargebirges den Beginn des Durchbruchstales durch das Meißener Granitgebiet. Das hierarchisch gegliederte System der Naturräume in Sachsen gruppiert diese und acht weitere Mikrogeochoren zur Mesogeochore Nordwestliche Dresdener Elbtalweitung, die wiederum Teil der tektonisch vorgezeichneten Makrogeochore Dresdner Elbtalweitung ist.
Im Süden und Südwesten begleiten die Cossebauder Hangstufe und die Meißen-Scharfenberger Hänge den Fluss. Sie sind Glieder der Mesogeochore Dresden-Meißener Lössplateaurand und damit der Makrogeochore Mittelsächsisches Lösshügelland.

### Geologie und Böden
Der Untergrund der Gauernitzer Insel besteht aus weichselkaltzeitlichen und holozänen Flusskiesen, die in unmittelbarer Nachbarschaft – rund 100 bis 400 Meter nördlich im Bereich der heute als Baggersee mit Badebetrieb erhaltenen Kötitzer Kiesgrube – auch abgebaut wurden. Ihnen liegen holozäne Flusssande auf. Darauf wiederum finden sich Auenlehm-Schluffe bis -Schluffsande von häufig nur geringer Mächtigkeit. In Grundwassernähe sind darauf vor allem Vega-Gleye anzutreffen, die nur selten in Vegen übergehen. Auf jungen Sand- und Schotterflächen begleiten sie Auenregosole (Paternien) und sehr selten auch Ramblas. Unter Wald können die Böden einen hohen Gehalt an Stickstoff aufweisen.

### Flora und Fauna

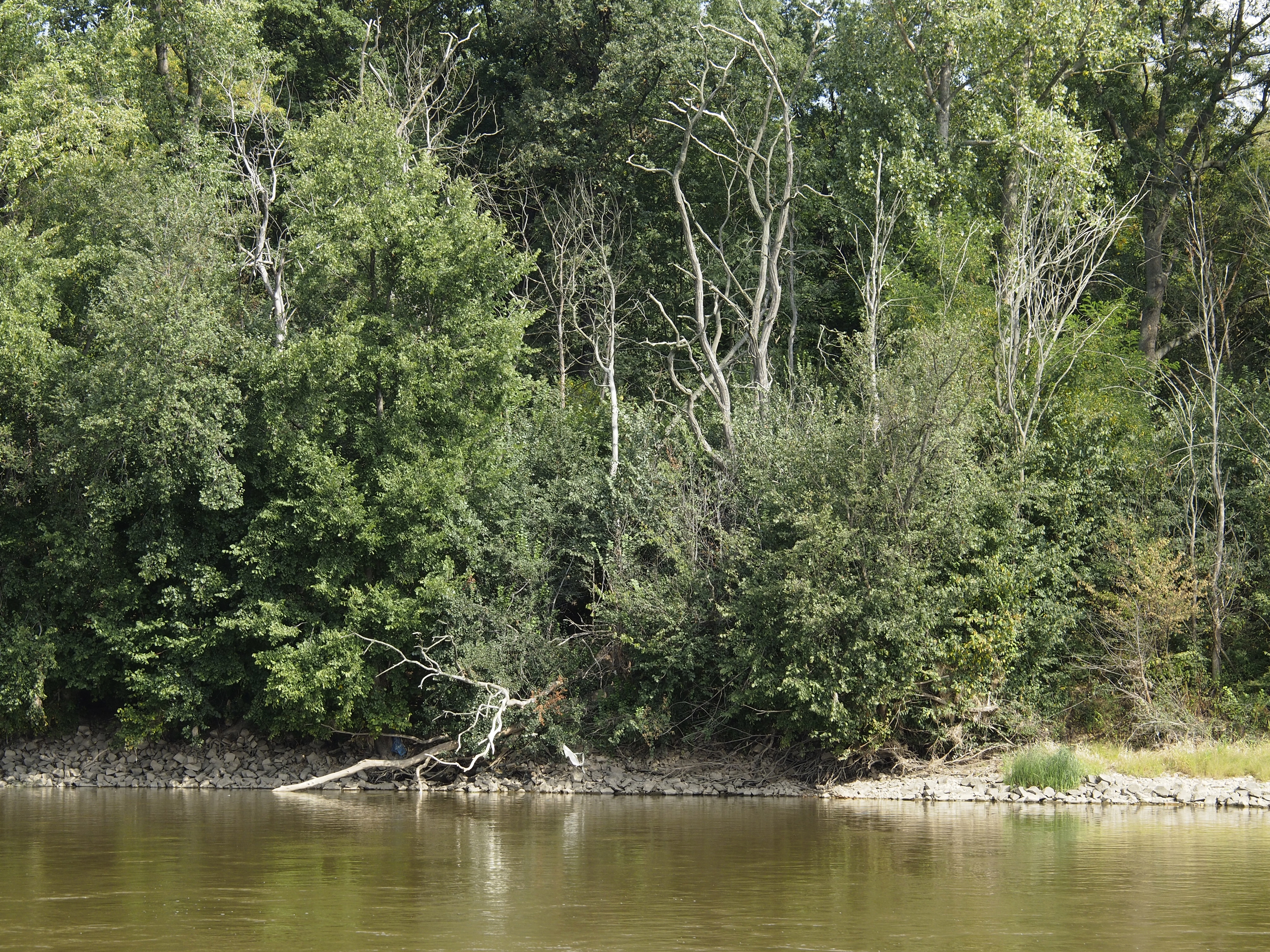
Naturbelassene Weichholzaue auf der Gauernitzer Elbinsel

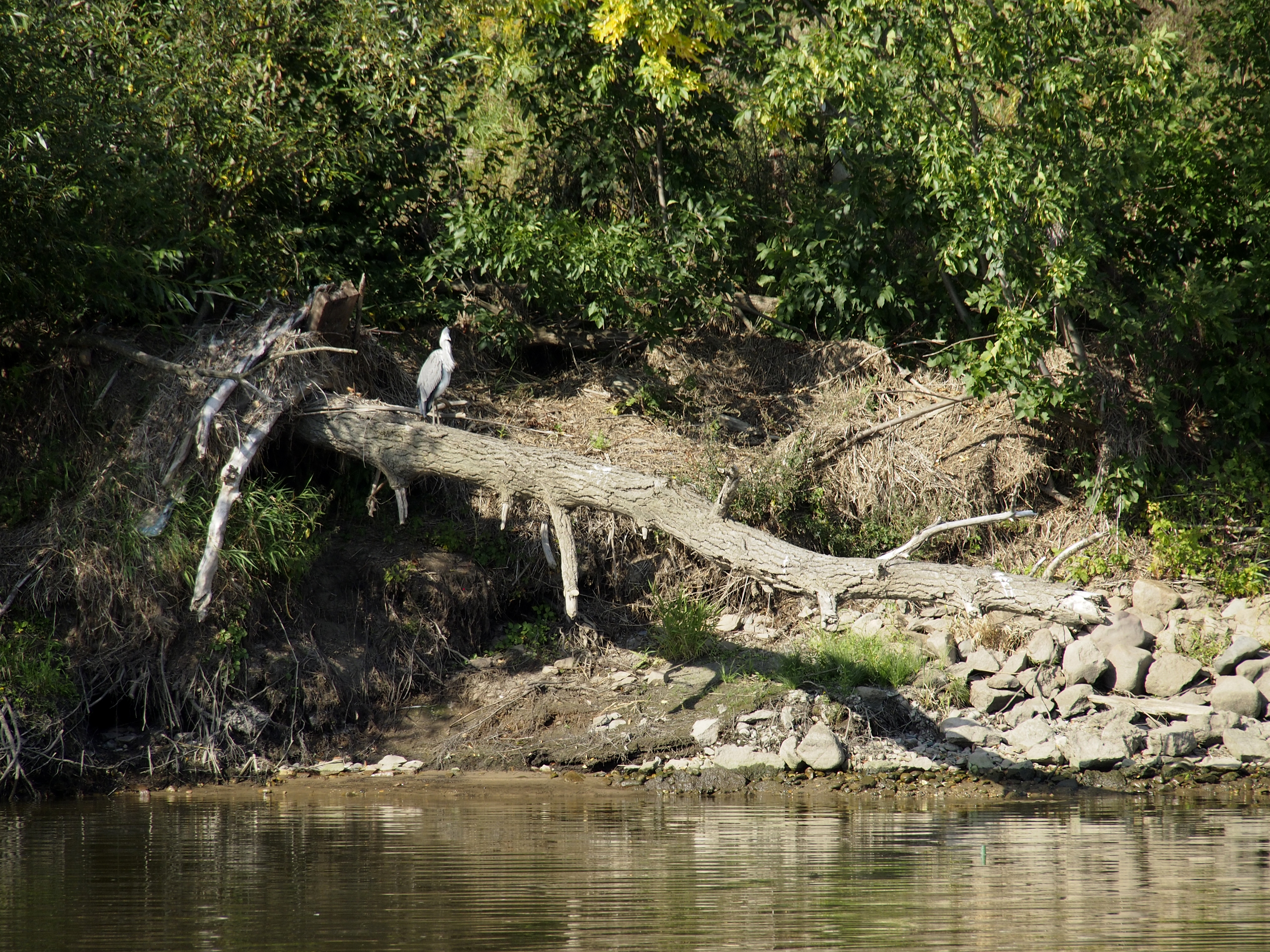
Ein Graureiher auf der Gauernitzer Elbinsel

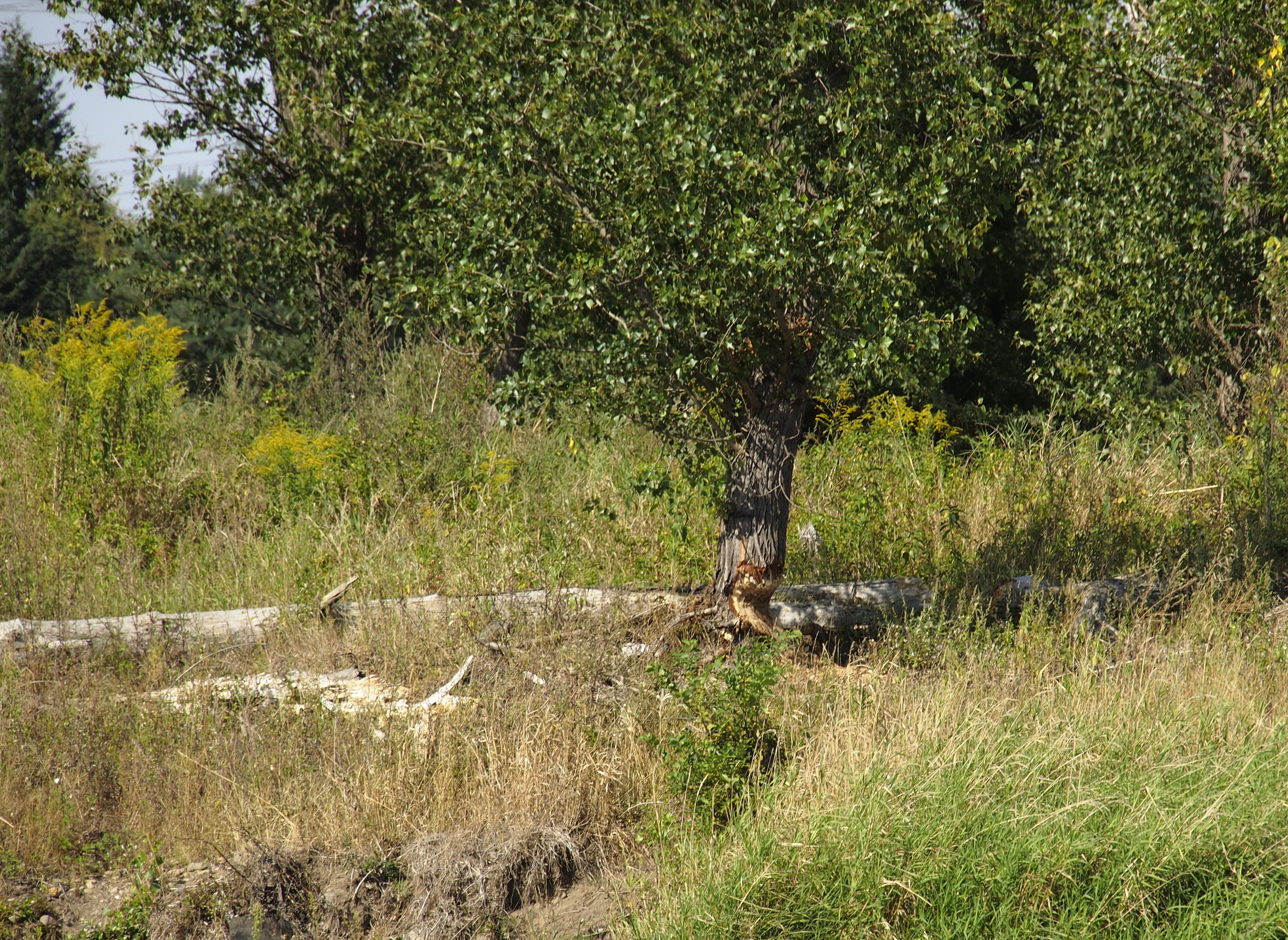
Von einem Biber angenagter Baumstamm auf der Gauernitzer Elbinsel

Als charakteristische Waldgesellschaft mitteleuropäischer großer Flussauen dominiert im Zentrum der Gauernitzer Elbinsel ein Eichen-Ulmen-Hartholzauenwald, der sich sachsenweit nur hier und auf der Pillnitzer Insel halten konnte. Zu den prägenden Gehölzen zählen Feld- und Flatter-Ulme, Gemeine Esche sowie lokal auch die Stiel-Eiche, hinzu treten auf höheren Standorten auch Winter-Linde und Schwarzer Holunder. Die Krautschicht des Waldes weist einen reichen Frühjahrsaspekt mit Scharbockskraut, Hohlem Lerchensporn, Wald-Gelbstern, Gelbem Windröschen und Wien-Blaustern auf, der im Sommer durch nährstoffliebende Arten wie Große Brennnessel und Giersch abgelöst wird.
Der Hartholzaue ist flussseitig – in niedriger gelegenen, häufiger überschwemmten Bereichen – eine von Schleiergesellschaften gesäumte Weichholzaue mit Silber-, Bruch- und Korb-Weide vorgelagert. Besonders bemerkenswert ist der Bestand an artreiner Schwarz-Pappel.
Auf den Schlick- und Schotterbänken der Ufer und Verlandungsbereiche entwickeln sich, je nach Häufigkeit und Dauer der Überflutung, verschiedene Röhricht-, Flutrasen- und Zwergbinsengesellschaften. Neben dem dominanten Rohrglanzgras treten Schlank-Segge, Wasser-Sumpfkresse und Arten der Zweizahnfluren hervor. Typisch für die Kiesflächen der Elbauen sind auch Schnittlauch, Wiesen-Alant und Hirschsprung. Auf Schlammflächen finden sich Braunes Zypergras, Schlammling sowie als Seltenheit Liegendes Büchsenkraut (Lindernia procumbens). Die Platthalm-Binse beschränkt sich auf die mit Werksteinbelag befestigten Uferzonen.
Im Unterschied zum pflanzenfreien Hauptstrom beherbergt der Altarm einige Arten der Unterwasser- und Schwimmblattvegetation, unter anderem Tausendblatt, Krauses Laichkraut und Hornblatt.
Die Brutvogelwelt auf der Gauernitzer Elbinsel umfasst mehr als 50 Arten, darunter Flussregenpfeifer, Schlagschwirl, Hohltaube, Pirol, Nachtigall, Grünspecht, Kormoran, Eisvogel und Graureiher. Außerdem besteht ein großes Vorkommen des Seefroschs, dessen örtliches Laichquartier landesweite Bedeutung hat. Im Schloss Gauernitz, unmittelbar gegenüber der Insel, gibt es eine starke Population und Wochenstube des Großen Mausohrs. Zu den auf der Insel nachgewiesenen Insekten gehören Gestreifte Zartschrecke, Großer Fuchs, der Waldmaikäfer und mehrere Laufkäfer-Arten. Nach 2000 wurden zudem auch wieder Biber auf der Insel nachgewiesen.

## Geschichte

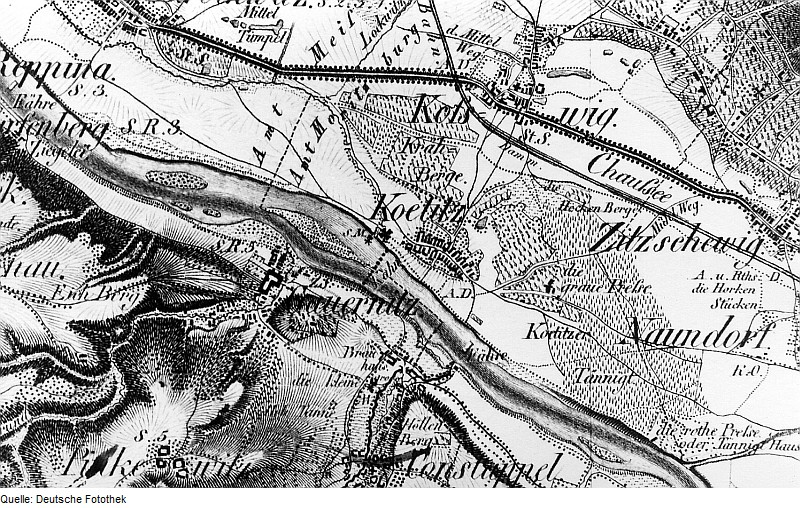
Die Gauernitzer Elbinsel auf einem Ausschnitt aus dem Oberreitschen Atlas (frühes 19. Jahrhundert) – eingezeichnet sind neben dem sternförmigen Wegenetz auch die Fährverbindung sowie der Standort der Schiffmühle („S.M.“).

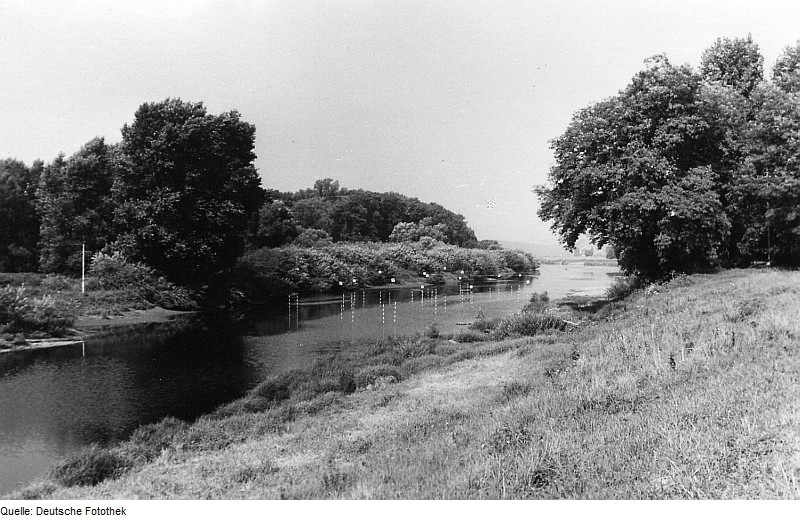
Kötitzer Altarm der Elbe im Jahr 1986, links das damalige Flächennaturdenkmal Gauernitzer Elbinsel

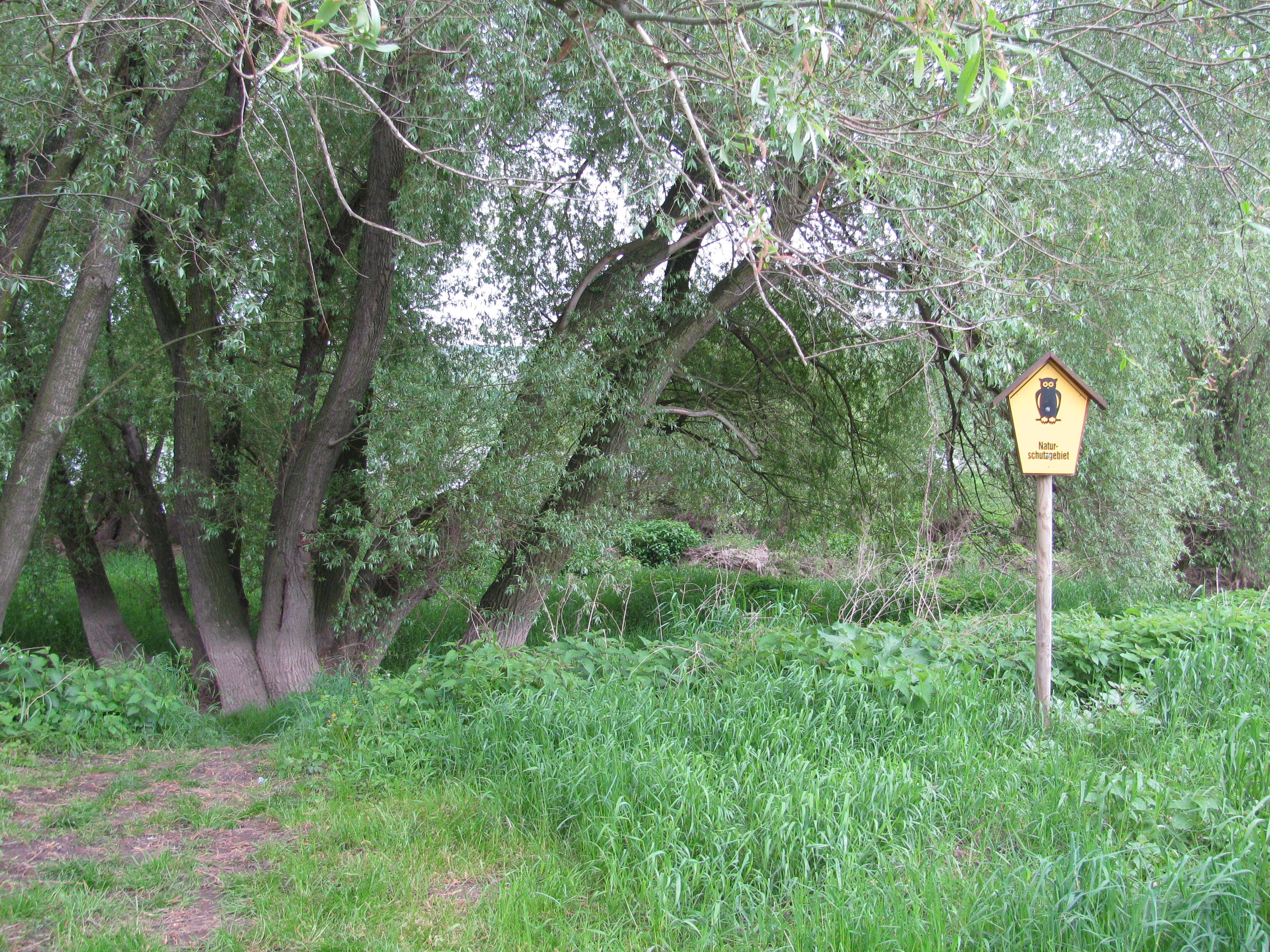
Naturschutzgebiet-Hinweisschild an der Gauernitzer Elbinsel

Bereits um 1500 v. Chr. könnte im Bereich der Gauernitzer Insel eine Furt als Elbübergang existiert haben, an der sich im Mittelalter eine Fährstelle herausbildete. Unmittelbar oberhalb der Insel verkehrt die 1661 erstmals genannte Fähre zwischen Gauernitz und Kötitz. Eine 1601 erstmals erwähnte, zwischen der Insel und Kötitz gelegene kurfürstliche Schiffmühle wurde 1778 stillgelegt und später abgebrochen.
Als Teil der Gauernitzer Flur gehörte auch die Insel, damals als Gauernitzer He(e)ger bezeichnet, zu den Ländereien der Herren von Schloss Gauernitz. Bis ins 18. Jahrhundert blieb sie weitgehend naturbelassen, dann wurde sie in deren Park einbezogen. Zu diesem Zweck ließ der sächsische Staatsmann und Gutsherr Friedrich August von Zinzendorf um 1800 einen Teil des Auenwaldes roden und stattdessen Park- und Gartenanlagen entstehen. Außerdem ließ er von der Inselmitte aus sternförmig sieben Alleen anlegen und mit Laubbäumen bepflanzen. Die Alleen gestatteten den Blick auf Schlösser und Kirchtürme der Umgebung, darunter neben Schloss Gauernitz auch Schloss Scharfenberg und Schloss Wackerbarth, die Kirche Brockwitz sowie die Kirchtürme von Weinböhla und der Alten Kirche Coswig.
Im Zentrum des Sterns stand ein Zinzendorfs Frau gewidmetes Denkmal in Form einer steinernen, mit einer Schlange und Blumengewinde geschmückten Säule. Auf ihr befand sich eine ovale Tafel mit der Inschrift: „Friedrich August Graf von Zinzendorf und Pottendorf seiner Gemahlin Luise Sophie Johanne, des Grafen Otto Rubmann Friedrich von Bylandt Tochter, geb. d. 9. Oktober 1754“. Die ursprünglich zugehörige Schmuckurne war bereits vor 1945 abgebrochen worden, später wurde das komplette Denkmal umgestoßen. Nach 2000 wollte der Kötitzer Heimatverein das Denkmal per Hubschrauber bergen und umsetzen lassen, bis die Denkmalschutzbehörde den Plänen 2009 eine Absage erteilte.
Der mehrfache Elbausbau ab 1869, der der Elbschifffahrt und speziell der in dieser Zeit einsetzenden Kettenschifffahrt auf der Elbe eine tiefere Fahrrinne und anderweitige bessere Bedingungen verschaffen sollte, veränderte den Strom erheblich. Fast alle der einst 18 sächsischen Elbinseln verschwanden, darunter der unweit elbabwärts gelegene Scharfenberger He(e)ger, an dessen Stelle die Einrichtung eines Flächennaturdenkmals geplant ist. Erhalten blieben nur die Inseln bei Pillnitz und Gauernitz. Zudem erhöhten sich die Fließgeschwindigkeit und die Tiefenerosion der Elbe. Flachwasserbereiche gingen zurück, die Uferstruktur vereinheitlichte sich, Lebensräume verschwanden. Das vertiefte Flussbett bewirkte eine relative Aufhöhung der Insel über den mittleren Wasserstand und somit eine neue Form der Insel. Seit 1879 verbindet zudem ein steingepflasterter Leitdamm die Insel mit Kötitz. So verlandeten einige Bereiche am Ufer des Altarms, insbesondere das Gebiet unmittelbar unterhalb des Damms. Von 1819 bis 1945 unterstand die Insel den ab 1848 auf Schloss Gauernitz ansässigen Grafen von Schönburg-Waldenburg.
Am 6. Januar 1947 wurde die Insel zum Naturdenkmal „Elbinsel Gauernitz“ erklärt. Auslöser dafür waren offenbar die vorübergehende Anlage von Kleingärten auf der Insel ab 1945 und die Holznutzung infolge des Holzmangels unmittelbar nach dem Zweiten Weltkrieg. Ein Beschluss des Rates des Kreises Meißen vom 4. Juni 1958 erneuerte den Status als Naturdenkmal. Von 1956 bis 1992 diente die Insel forstlichen Zwecken. Im Jahr 2000 kaufte der Landesverein Sächsischer Heimatschutz den rund 6,5 Hektar großen Inselkern (ohne Verlandungsflächen) von der Treuhandanstalt. Beim Elbhochwasser 2002 wurde die Insel komplett überflutet. Dabei wurden auch der Steindamm zwischen Kötitz und der Insel an mehreren Stellen durchbrochen und die Durchströmung des Altarms vorübergehend wiederhergestellt. Seit dem 4. Januar 2006 besteht das gemeinsame Naturschutzgebiet „Elbinseln Pillnitz und Gauernitz“; das NSG „Elbinsel Pillnitz“ wurde damals auf Gauernitz ausgedehnt und in diesem Zuge um 13 auf 23,5 Hektar vergrößert sowie umbenannt.

## Aktueller Zustand und Maßnahmen

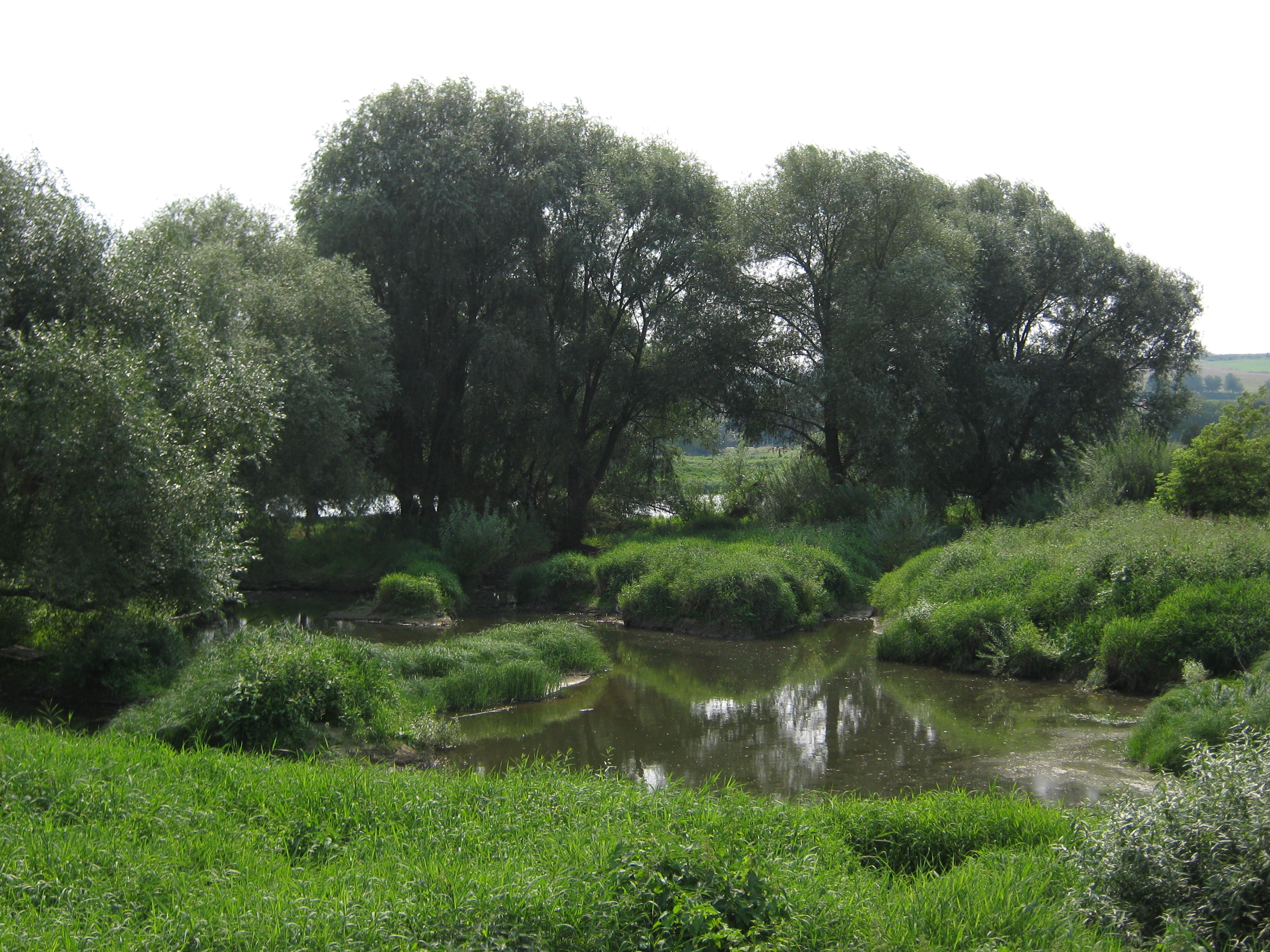
Verlandungszone im oberen Teil des Altarms

Schutzzweck des Naturschutzgebiets ist die Erhaltung der beiden einzigen verbliebenen sächsischen Elbinseln aus wissenschaftlichen und landeskundlichen Gründen mit ihren typischen Lebensräumen und -gemeinschaften. Die Vegetation, die überwiegend unbefestigten Ufer und die Sedimente sollen sich eigendynamisch unter dem Einfluss der Elbe entwickeln. Seit dem Bau des Damms ist die Insel allerdings nicht mehr wie ihr Pillnitzer Pendant durch ihre natürliche Isolation vor Störungen geschützt, sondern zeitweise zugänglich und durch illegale Besucher beeinträchtigt. Es bestehen Verbote zum Anlegen von Booten an der Insel und zum Betreten des Naturschutzgebiets. Die noch im 20. Jahrhundert vorhandenen Wege auf der Insel sind mittlerweile von einer nahezu undurchdringlichen Vegetation überwachsen.
Die Verordnung des Regierungspräsidiums Dresden zur Festsetzung des Naturschutzgebietes „Elbinseln Pillnitz und Gauernitz“ vom 4. Januar 2006 sieht die Umsetzung eines Maßnahmenkatalogs innerhalb von 20 Jahren vor. Dazu gehört unter anderem, die bis 1950 eingebrachten standortfremden Einzelbäume und Baumgruppen zurückzudrängen, sofern sie die Entwicklung der natürlichen Waldgesellschaft erkennbar verändern. Auf der Gauernitzer Insel betrifft dies insbesondere Hybridpappeln, die zugunsten der heimischen artreinen Schwarz-Pappel weichen sollen. Außerdem ist geplant, möglichst viele unbefestigte Bereiche und Flachwasserareale zu erhalten sowie einen dauerhaft überströmten Abschnitt des Steindamms zwischen Gauernitzer Elbinsel und rechtem Elbufer zu schaffen, um den Inselcharakter wiederherzustellen.